# Abdullah as-Sallal

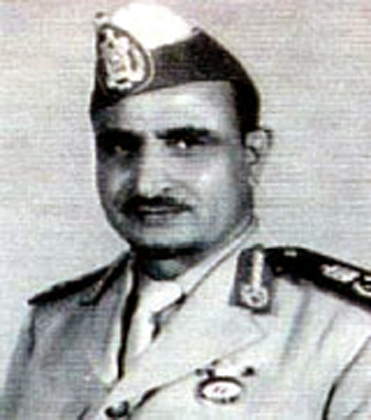
Abdullah as-Sallal, 1962

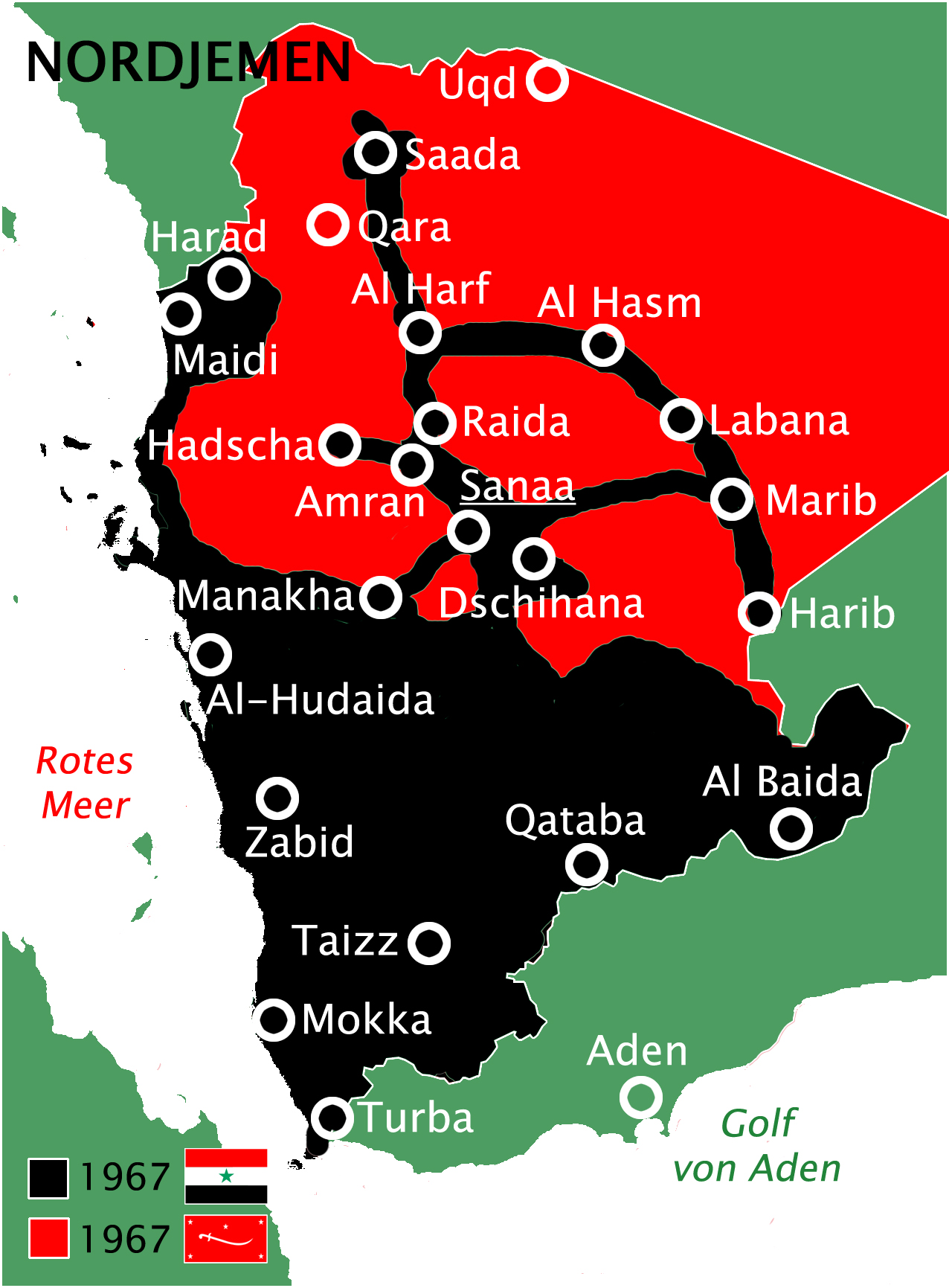
Mapa da guerra civil durante a queda de al-Sallal em 1967

Abdullah al-Sallal (9 de janeiro de 1917 - 5 de março de 1994) foi o líder da Revolução norte iemenita de 1962. Serviu como o primeiro Presidente da República Árabe do Iêmen de 27 de setembro de 1962 a 5 de novembro de 1967.
Al-Sallal liderou as forças revolucionárias que depuseram o rei Muhammad al-Badr e derrubaram o Reino do Iêmen. Presidiu a  recém-fundada República, com laços estreitos com Gamal Abdel Nasser do Egito, que serviu como o mais forte aliado da República Árabe do Iêmen na guerra contra os monarquistas apoiados pela Arábia Saudita que durou até 1968. Seis homens diferentes ocuparam o cargo de primeiro-ministro sob as-Sallal, incluindo o próprio al-Sallal por três vezes. Foi finalmente derrubado em um golpe de Estado sem derramamento de sangue depois que Nasser retirou seu apoio em 1967.